# Richard Cosway
Richard Cosway, född 5 november 1742, död 4 juli 1821, var en engelsk målare. Cosway var en mycket framstående miniatyrmålare av porträtt, en av de främsta på sin tid.
Cosway föddes i Tiverton, Devon som son till en skollärare. Vid tolv års ålder flyttade han till London för att utbilda sig vidare inom måleri.